# Der Sommer, als ich schön wurde
Der Sommer, als ich schön wurde (Originaltitel: The Summer I Turned Pretty) ist eine US-amerikanische Serie, die auf der gleichnamigen Trilogie von Jenny Han beruht. Sie wurde am 17. Juli 2022 auf Prime Video veröffentlicht. Am 14. Juli 2023 erschienen die ersten drei Folgen der zweiten Staffel auf Prime Video, seither wurde bis zum Staffelfinale am 18. August 2023 wöchentlich eine weitere Folge veröffentlicht. 

## Handlung
Schon seit ihrer Geburt besuchen Belly und ihr Bruder Steven zusammen mit ihrer Mutter Laurel deren beste Freundin Susannah und ihre zwei Söhne Conrad und Jeremiah in ihrem Sommerhaus in Cousins Beach. Doch in dem Jahr kurz vor ihrem 16. Geburtstag hat sich Belly von einem kleinen Mädchen zu einer hübschen, jungen Frau verändert und hofft nun endlich, den ersten Kuss mit ihrer großen Kindheitsliebe Conrad zu haben. Während der allerdings mit seinen eigenen Dämonen zu kämpfen hat, entdeckt Belly, dass ihr bester Freund Jeremiah nicht nur ein rein freundschaftliches Interesse an ihr hat.

## Besetzung und Synchronisation
Die deutschsprachige Synchronisation entsteht nach den Dialogbüchern von Jessica Fields, Nina Kind, Robert Kotulla und Franciska Friede sowie unter der Dialogregie von Robert Kotulla durch die Synchronfirmen CSC Studio und Deluxe Media.

### Hauptdarsteller
| Rolle                  | Darsteller         | Hauptrolle (Folgen)                           | Nebenrolle (Folgen)   | Synchronsprecher  |
| ---------------------- | ------------------ | --------------------------------------------- | --------------------- | ----------------- |
| Isabel „Belly“ Conklin | Lola Tung          | 1.01–                                         |                       | Malin Steffen     |
| Conrad Fisher          | Christopher Briney | 1.01–                                         |                       | Jesse Grimm       |
| Jeremiah Fisher        | Gavin Casalegno    | 1.01–                                         |                       | Flemming Stein    |
| Steven Conklin         | Sean Kaufman       | 1.01–                                         |                       | Vincent Fallow    |
| Laurel Park            | Jackie Chung       | 1.01–                                         |                       | Elena Wilms       |
| Susannah Fisher        | Rachel Blanchard   | 1.01–2.08, 3.04–3.05                          |                       | Stephanie Damare  |
| Cleveland Castillo     | Alfredo Narciso    | 1.01–1.07                                     | 2.04                  | Oliver Hörner     |
| Shayla                 | Minnie Mills       | 1.01–1.07                                     |                       | Vanessa Czapla    |
| John Conklin           | Colin Ferguson     | 1.01, 1.04, 1.07–2.01, 2.03, 3.01–3.04, 3.07  |                       | Sascha Draeger    |
| Adam Fisher            | Tom Everett Scott  | 1.01, 1.04, 2.03, 2.05, 2.07, 3.01, 3.03–3.07 |                       | Nicolas König     |
| Taylor Madison Jewel   | Rain Spencer       | 2.01–                                         | 1.01, 1.03, 1.05–1.06 | Jenny Maria Meyer |
| Skye                   | Elsie Fisher       | 2.03–2.07                                     |                       | Maria Wardzinska  |
| Julia                  | Kyra Sedgwick      | 2.03–2.07                                     |                       | Tina Eschmann     |
| Denise                 | Isabella Briggs    | 3.01–                                         |                       | Runa Schaefer     |
| Lucinda Jewel          | Kristen Connolly   | 3.01, 3.03, 3.06–                             |                       | Manuela Eifrig    |

### Nebendarsteller
| Rolle        | Darsteller          | Folgen                     | Synchronsprecher |
| ------------ | ------------------- | -------------------------- | ---------------- |
| Cam          | David Iacono        | 1.01–1.05, 2.04–2.06       | Yannik Raiss     |
| Nicole       | Summer Madison      | 1.01–1.07, 2.02, 2.06      | Liza Ohm         |
| Gigi         | Lilah Pate          | 1.02–1.07                  |                  |
| Dara         | Kelsey Rose Healey  | 1.02–1.03, 1.05–1.07, 2.06 |                  |
| Marisa       | Jocelyn Shelfo      | 1.02–1.03, 1.05–1.07, 2.06 |                  |
| Anika        | Sofia Bryant        | 3.01–3.03, 3.06–3.07       |                  |
| Agnes        | Zoé De Grand Maison | 3.01–3.04                  | Franciska Friede |
| Lacie Barone | Lily Donoghue       | 3.01–3.02                  |                  |
| Redbird      | Tanner Zagarino     | 3.01–3.02, 3.07            |                  |
| Kayleigh     | Emma Ishta          | 3.04, 3.06–3.07            |                  |

## Episodenliste

### Staffel 1
| Nr. (ges.)                                                                             | Nr. (St.) | Deutscher Titel | Originaltitel | Regie        | Drehbuch                     |
| -------------------------------------------------------------------------------------- | --------- | --------------- | ------------- | ------------ | ---------------------------- |
| 1                                                                                      | 1         | Sommerhaus      | Summer House  | Jesse Peretz | Jenny Han                    |
| 2                                                                                      | 2         | Sommerkleid     | Summer Dress  | Jesse Peretz | Becca Gleason                |
| 3                                                                                      | 3         | Sommernächte    | Summer Nights | Jeff Chan    | Jenny Zhang                  |
| 4                                                                                      | 4         | Sommerhitze     | Summer Heat   | Jeff Chan    | Speed Weed                   |
| 5                                                                                      | 5         | Sommerfang      | Summer Catch  | Erica Dunton | Marty Scott, Deborah Swisher |
| 6                                                                                      | 6         | Sommerzeit      | Summer Tides  | Erica Dunton | Bayan Wolcott                |
| 7                                                                                      | 7         | Sommerliebe     | Summer Love   | Erica Dunton | Jenny Han, Gabrielle Stanton |
| Am 17. Juni 2022 wurden alle Folgen der ersten Staffel auf Prime Video veröffentlicht. |           |                 |               |              |                              |

### Staffel 2
| Nr. (ges.) | Nr. (St.) | Deutscher Titel | Originaltitel | Erstveröffentlichung USA | Deutschsprachige Erstveröffentlichung (D/A/CH) | Regie           | Drehbuch                      |
| ---------- | --------- | --------------- | ------------- | ------------------------ | ---------------------------------------------- | --------------- | ----------------------------- |
| 8          | 1         | Liebesverlust   | Love Lost     | 14. Juli 2023            | 14. Juli 2023                                  | Zoe Cassavetes  | Jenny Zhang                   |
| 9          | 2         | Liebesszene     | Love Scene    | 14. Juli 2023            | 14. Juli 2023                                  | Zoe Cassavetes  | Jenny Han                     |
| 10         | 3         | Liebeskrank     | Love Sick     | 14. Juli 2023            | 14. Juli 2023                                  | Isabel Sandoval | Krystle Drew                  |
| 11         | 4         | Liebesspiel     | Love Game     | 21. Juli 2023            | 21. Juli 2023                                  | Isabel Sandoval | Scarlett Curtis               |
| 12         | 5         | Liebestoll      | Love Fool     | 28. Juli 2023            | 28. Juli 2023                                  | Sophia Takal    | Sabrina Sherif                |
| 13         | 6         | Liebesfest      | Love Fest     | 4. Aug. 2023             | 4. Aug. 2023                                   | Sophia Takal    | Keith Antone, Cameron J. Ross |
| 14         | 7         | Liebesaffäre    | Love Affair   | 11. Aug. 2023            | 11. Aug. 2023                                  | Megan Griffiths | Vanessa Rojas                 |
| 15         | 8         | Liebesdreieck   | Love Triangle | 18. Aug. 2023            | 18. Aug. 2023                                  | Megan Griffiths | Sarah Kucserka                |

### Staffel 3
| Nr. (ges.) | Nr. (St.) | Deutscher Titel        | Originaltitel  | Erstveröffentlichung USA | Deutschsprachige Erstveröffentlichung (D/A/CH) | Regie                      | Drehbuch                   |
| ---------- | --------- | ---------------------- | -------------- | ------------------------ | ---------------------------------------------- | -------------------------- | -------------------------- |
| 16         | 1         | Der letzte Sommer      | Last Season    | 16. Juli 2025            | 16. Juli 2025                                  | Zoe Cassavetes             | Robin Wasserman            |
| 17         | 2         | Das letzte Weihnachten | Last Christmas | 16. Juli 2025            | 16. Juli 2025                                  | Zoe Cassavetes             | Jessica O'Toole            |
| 18         | 3         | Das letzte Essen       | Last Supper    | 23. Juli 2025            | 23. Juli 2025                                  | Catalina Aguilar Mastretta | Leah Nanako Winkler        |
| 19         | 4         | Der letzte Geburtstag  | Last Stand     | 30. Juli 2025            | 30. Juli 2025                                  | Catalina Aguilar Mastretta | Doug Stockstill            |
| 20         | 5         | Der letzte Tanz        | Last Dance     | 6. Aug. 2025             | 6. Aug. 2025                                   | Jenny Han                  | Jenny Han                  |
| 21         | 6         | Das letzte Mal         | Last Name      | 13. Aug. 2025            | 13. Aug. 2025                                  | Jude Weng                  | Siobhan Vivian             |
| 22         | 7         | Die letzte Party       | Last Hurrah    | 20. Aug. 2025            | 20. Aug. 2025                                  | Katina Medina Mora         | Sarah Choi                 |
| 23         | 8         | –                      | –              | –                        | –                                              | –                          | Sarah Kucserka             |
| 24         | 9         | –                      | –              | –                        | –                                              | –                          | Sinead Daly                |
| 25         | 10        | –                      | –              | –                        | –                                              | –                          | Jenny Zhang                |
| 26         | 11        | –                      | –              | –                        | –                                              | –                          | Jenny Han & Sarah Kucserka |

## Kritiken
Die Kritikerseite Rotten Tomatoes meldete eine 91%ige Zustimmung mit einer durchschnittlichen Bewertung von 6,9/10, basierend auf 22 Kritikerbewertungen. Der Konsens der Kritiker auf der Website lautet: „Der Sommer als ich schön wurde braucht nicht mehr Zeit, um ein Schwan zu werden, sondern ist eine solide, charmante und süße Liebeskomödie mit generationsübergreifendem Reiz.“ Metacritic, das einen gewichteten Durchschnitt verwendet, vergab eine Punktzahl von 72 von 100 auf der Grundlage von 8 Kritiken, was auf „allgemein positive Bewertungen“ hinweist.